# Имрих Стахо
Имрих Стахо, (чеш. Imrich Stacho; Трнава, 4. новембар 1931 — Пјештјани, 
10. јануар 2006) био је словачки фудбалер и чехословачки репрезентативац. Носилац је бронзане медаље са Европског првенства у фудбалу 1960. године. Учесник је два свјетска првенства 1954. године у Швајцарској и 1958. године у Шведској (није одиграо ни једну утакмицу на овим Свјетским првенствима). Сахрањен је у Малжењицама.

## Каријера
За репрезентацију Чехословачке одиграо је 23 утакмице и постигао један гол. Овај гол је постигао 10. маја 1959. у Братислави, у мечу Чехословачка - Ирска (4:0), одиграном у оквиру квалификација за Европско првенство у Фудбалу 1960.. Према евиденцији УЕФА, Стахо је први голман у историји тог спорта који је савладао противничког голмана у званичним утакмицама. Готово цијелу каријеру провео је у дресу ФК Спартак Трнава. У чехословачкој лиги одиграо је 211 утакмица и постигао 10 голова. 

## Лигашки учинак
| Сезона                       | Утакмица | Голова | Минута | Примљених голова | Клуб              |
| ---------------------------- | -------- | ------ | ------ | ---------------- | ----------------- |
| 1. чехословачка лига 1949    | –        | 0      | –      | –                | ФК Спартак Трнава |
| 1. чехословачка лига 1950    | –        | 0      | –      | –                | ФК Спартак Трнава |
| 1. чехословачка лига 1952    | –        | 0      | –      | –                | ФК Спартак Трнава |
| 1. чехословачка лига 1953    | –        | 0      | –      | –                | ФК Тенкист Праг   |
| 1. чехословачка лига 1954    | –        | 0      | –      | –                | ФК Тенкист Праг   |
| 1. чехословачка лига 1955    | –        | 0      | –      | –                | ФК Спартак Трнава |
| 1. чехословачка лига 1956    | 20       | 1      | 1800   | 5                | ФК Спартак Трнава |
| 1. чехословачка лига 1957/58 | 32       | 4      | 2880   | 8                | ФК Спартак Трнава |
| 1. чехословачка лига 1958/59 | 26       | 2      | 2340   | 8                | ФК Спартак Трнава |
| 1. чехословачка лига 1959/60 | 22       | 2      | 1878   | 5                | ФК Спартак Трнава |
| 1. чехословачка лига 1960/61 | 8        | 0      | 720    | 3                | ФК Спартак Трнава |
| 1. чехословачка лига 1961/62 | 22       | 1      | 1 980  | 5                | ФК Спартак Трнава |
| 1. чехословачка лига 1964/65 | 11       | 0      | 886    | 3                | ФК Спартак Трнава |
| 1. чехословачка лига 1965/66 | 9        | 0      | 794    | 3                | ФК Спартак Трнава |
| УКУПНО                       | 234      | 10     | 13.278 | 40               |                   |